# Herbert Hensel
Herbert Hensel, född 2 september 1920 i Prag, Tjeckoslovakien, död 19 januari 1983 i Marburg, Västtyskland, var en tysk fysiolog, som var professor vid universitetet i Marburg. Han invaldes 1981 som utländsk ledamot av svenska Vetenskapsakademien.

## Biografi
Hensel var son till musikpedagogen och musikkompositören Walther Hensel (egentligen Julius Janiczek) och konsertsångerskan Olga Janiczek (född Pokorny). Familjen antog senare namnet Hensel.
Hensel gick i Freie Waldorfschule Stuttgart från 1927 till 1939 och tog studentexamen där. Från 1939 till 1945 gjorde han militärtjänst i Wehrmacht och blev tillfångatagen i kriget. Tidvis kunde han dock studera medicin vid universiteten i Erlangen, Tübingen, Strasbourg och universitetet i Heidelberg. Den 18 mars 1945 kunde han avlägga läkarexamen. Från 1946 till 1948 arbetade han som forskningsassistent vid Fysiologiska institutionen vid Universitetet i Heidelberg. Där disputerade han den 15 februari 1947 som medicine doktor 1949 och blev 1950  lektor vid Kungliga Veterinärhögskolan i Stockholm. Han habiliterade i Heidelberg den 23 juni 1949 och mottog lärarlegitimation i fysiologi.
Han led av en njursjukdom som blev allt allvarligare i början av 1980-taletoch gjorde honom till dialyspatient.

## Karriär och vetenskapligt arbete
Hensel blev professor i fysiologi vid Philipps-Universität Marburg, och 1965/66 även dess rektor. Han var tidigare dekanus vid medicinska fakulteten 1964/1965. Tillsammans med Gunther Hildebrandt grundade han i Marburg Sonderforschungsbereich Adaptation und Rehabilitation auf. Han var ordförande för den tyska grenen av International Society of Biometeorology och från 1974 även vice ordförande för hela organisationen. År 1971 invaldes han som medlem av Leopoldina. Han var delaktig i bildandet av universitetet i Witten/Herdecke och i dess föregångareorganisation freie europäische Akademie der Wissenschaften.
Hensel var aktiv inom området fysiologi för temperaturreglering och kardiovaskulär forskning. En stor del av hans arbete ägnades åt sensorisk fysiologi, i synnerhet åt studier av känslan av värme, som hans internationella renomé baserades på.
För Hensel var sensorisk fysiologi en inkörsport till det bredare området av fenomen av sensorisk uppfattning, som han betraktade som ett oberoende naturvetenskapligt område och som lämpligt för att bilda nya grunder för epistemologiskt tänkande.
Han hänvisade till fundamenten av en fenomenologisk vetenskap om sensorisk perception hos bland annat Edmund Husserl och Rudolf Steiner (se också Rudolf Steiners sensorisk teori), Viktor von Weizsäcker eller Goethe som en naturalist.